# Future Games (альбом)
Future Games — п'ятий студійний альбом британського гурту «Fleetwood Mac», представлений 3 вересня 1971 року під лейблом «Reprise Records». Це перший альбом гурту після того, як Крістін МакВі стала повноцінним членом колективу. Також цей альбом став першим для гітариста Боба Велча. Після того, як колектив покинув Джеремі Спенсер, звучання пісень стало все більше відходити від джазу в сторону мелодійного поп-звучання, що привело гурт до популярності в США чотири роки по тому. Після того як альбом було завершено, представники лейблу повідомили, що не можуть випустити альбом, на якому лише 7 пісень, і вимагали записати ще одну пісню. У результаті гурт поспішно записав пісню «What a Shame».

## Список пісень
| Сторона 1 | Сторона 1             | Сторона 1                                           | Сторона 1  |
| #         | Назва                 | Автор                                               | Тривалість |
| --------- | --------------------- | --------------------------------------------------- | ---------- |
| 1.        | «Woman of 1000 Years» | Денні Кірван                                        | 5:28       |
| 2.        | «Morning Rain»        | Крістін МакВі                                       | 5:38       |
| 3.        | «What a Shame»        | Боб Велч, Кірван, К. МакВі, Джон МакВі, Мік Флітвуд | 2:20       |
| 4.        | «Future Games»        | Велч                                                | 8:18       |

| Сторона 2 | Сторона 2         | Сторона 2 | Сторона 2  |
| #         | Назва             | Автор     | Тривалість |
| --------- | ----------------- | --------- | ---------- |
| 1.        | «Sands of Time»   | Кірван    | 7:23       |
| 2.        | «Sometimes»       | Кірван    | 5:26       |
| 3.        | «Lay It All Down» | Велч      | 4:30       |
| 4.        | «Show Me a Smile» | К. МакВі  | 3:21       |

## Учасники запису
Fleetwood Mac
- Денні Кірван — гітара, вокал
- Боб Велч — гітара, вокал
- Крістін МакВі — клавішні, вокал
- Джон МакВі — бас-гітара
- Мік Флітвуд — ударні, перкусія

Додаткові учасники
- Джон Перфект — саксофон («What a Shame»)

## Чарти
| Чарт             | Позиція |
| ---------------- | ------- |
| US Billboard 200 | 91      |

| Регіон     | Список сертифікацій продажів музичних записів |
| ---------- | --------------------------------------------- |
| США (RIAA) | Золотий                                       |